# Rigatti (Varco Sabino)
Rigatti è una frazione del comune di Varco Sabino (RI), nel Lazio.

## Geografia fisica

### Territorio
Il borgo è situato a 837 m s.l.m. tra i monti del Cicolano e i monti Carseolani nella regione storico-geografica del Cicolano, nel Lazio. Domina dall'alto il lago del Salto, bacino artificiale creato nel 1940 attraverso la realizzazione dell'omonima diga, ed è prossimo all'area protetta della riserva naturale Monte Navegna e Monte Cervia.

## Storia

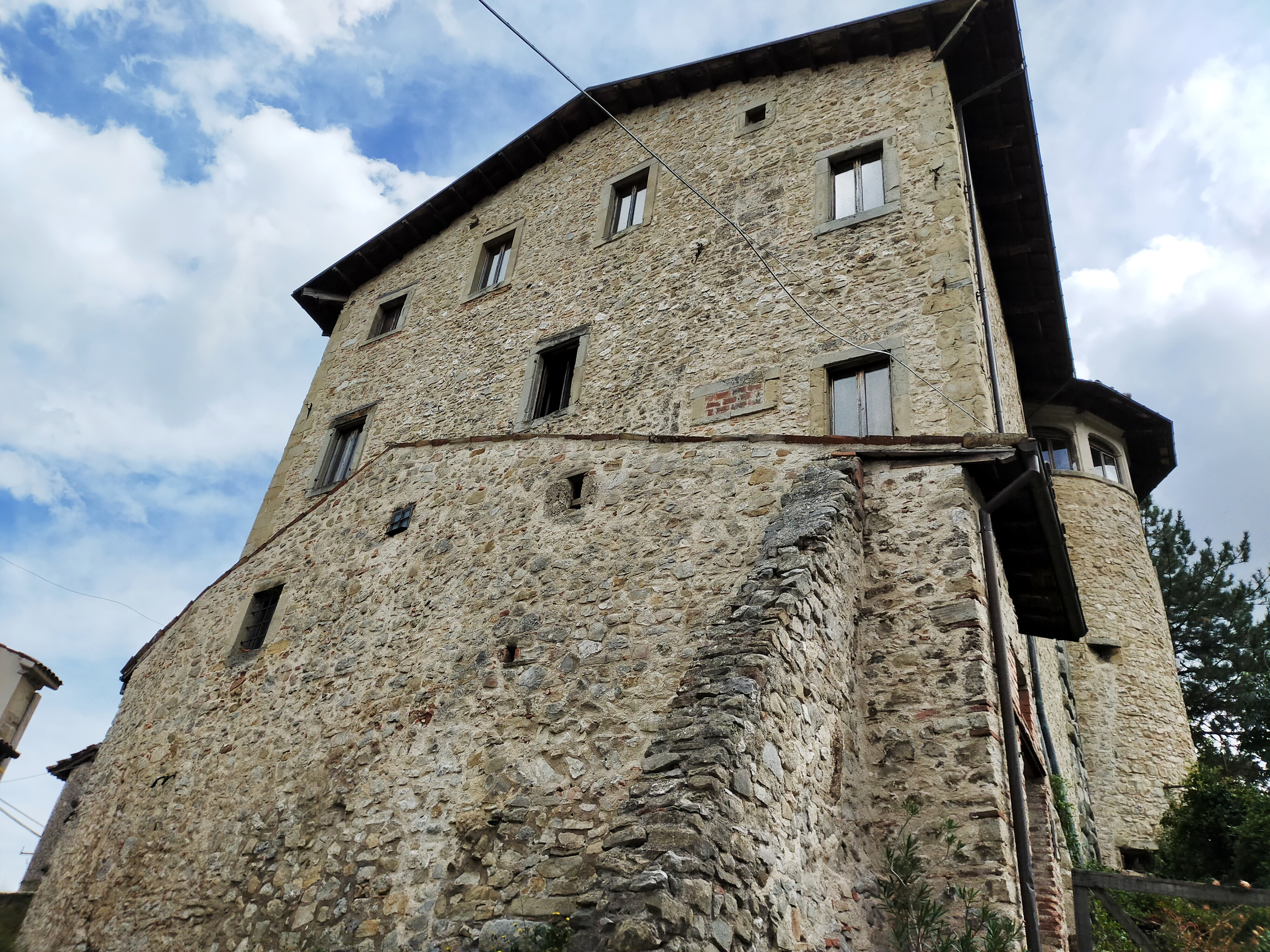
Castello-palazzo baronale

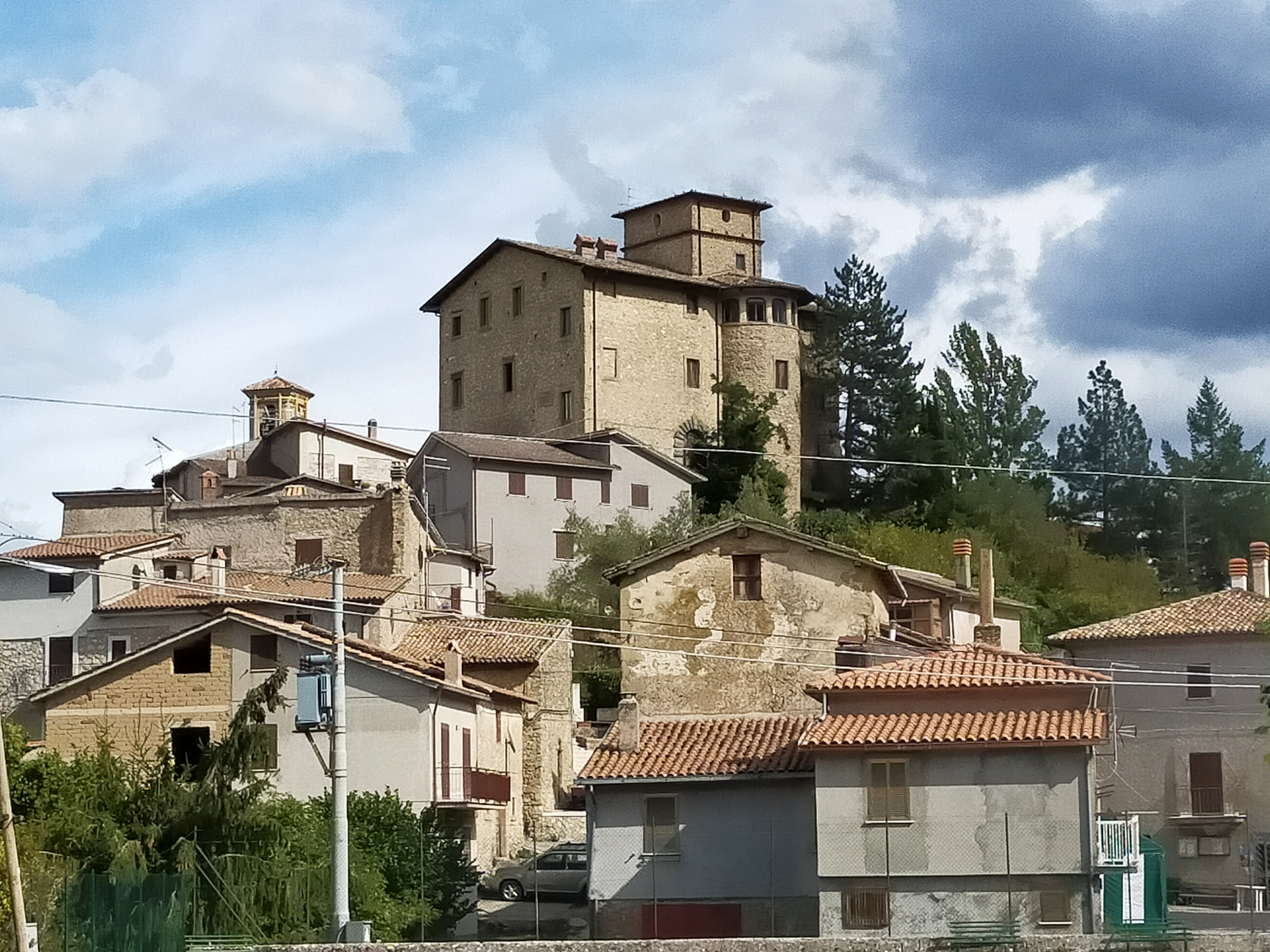
Veduta del borgo

Il territorio, controllato in epoca preromana e romana dal popolo italico degli Equicoli, si collocava nella Res publica Aequiculanorum tra le antiche città di Cliternia e Nersae (presso la contemporanea località di Civitella di Nesce in Pescorocchiano).
Il borgo, unitamente al castello medievale, fu edificato con ogni probabilità nel corso del XII secolo, intorno alla pieve di Santa Maria in Rivogatti risalente al 1153. 
Incluso nello Stato Pontificio fu annesso in alcuni periodi al Regno di Napoli; il feudo appartenne per lunghi secoli alla nobile famiglia Mareri, signori dell'omonima contea (nota anche come "contea di Cicoli"). Il paese unitamente al castello, edificato in comunicazione visiva con le analoghe strutture militari dell'area come i castelli di Girgenti e Marcetelli, fu uno dei possedimenti di Tommaso Mareri. Nel 1247 questi avendo appoggiato gli avversari di Federico II di Svevia perse il controllo del territorio che poté riconquistare grazie all'intercessione di Papa Innocenzo IV nel 1250, solo dopo la morte del sovrano svevo. Qualche anno dopo Filippo Mareri concesse il castello al nobile francese Guillaume (Guglielmo) Accrocciamuro. In seguito la struttura militare tornò di nuovo nella disponibilità dei Mareri; nel 1393 signore del borgo fu Nicolò, figlio di Lippo (Filippo) Mareri, al quale successero Francesco e Francesco "Franciotto", mentre tra gli ultimi possessori della famiglia figura Muzio Mareri che accusato di tradimento per aver offerto supporto logistico ai briganti che imperversavano nella zona fu arrestato e giustiziato. Nel 1530 l'imperatore Carlo V d'Asburgo donò una parte del feudo per un breve periodo al nobile romano Giorgio Cesarini. Successivamente Rigatti e i feudi di Ascrea e Bulgaretta e di Marcetelli furono confiscati. Nel 1623 con il matrimonio di Cesare Mareri con la nobildonna Eleonora, la famiglia Orsini controllò il feudo, fino al 1632 quando questo fu elevato a marchesato e venduto a Matteo e Giovan Francesco Sacchetti, quest'ultimo redattore degli statuti antichi di Rigatti. Nei primi anni del Settecento Papa Clemente XI concesse al marchese Pietro (Baldassarre) Vitelleschi di Foligno l'acquisto del feudo e del castello di Rigatti, trasformato nel frattempo in una residenza signorile. In seguito all'eversione feudale Rigatti risultò un centro appodiato di Castelvecchio, la contemporanea Castel di Tora, mentre dal 1853 fu annesso al comune di Ascrea. Il territorio, così come le aree limitrofe, fu al centro delle vicende del brigantaggio postunitario e dei tragici eventi legati alla banda di Cartòre e al capobanda Berardino Viola fino alla presa di Roma del 1870. Incluso nel circondario di Rieti e dal 1927 nell'omonima provincia, fu aggregato al comune di Varco Sabino nel 1968.

## Monumenti e luoghi d'interesse

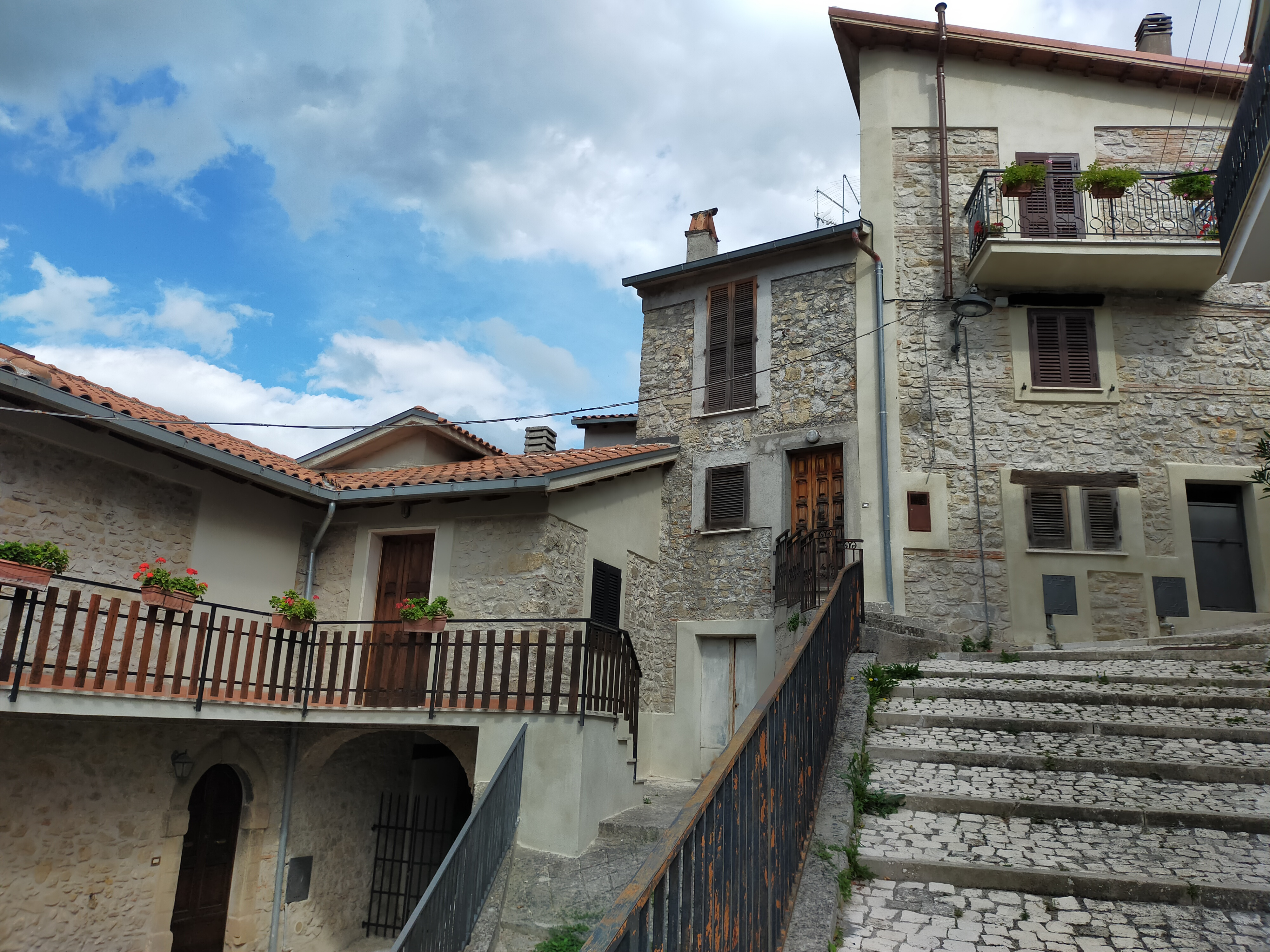
Scorcio del borgo medievale

### Architetture religiose
Chiesa dell'Immacolata ConcezionePrincipale edificio di culto realizzato nel 1686 nel centro del borgo. La chiesa fu donata alla comunità locale da Francesco Santoleri il 26 settembre 1692. Danneggiata dai diversi terremoti che hanno colpito il centro Italia è stata più volte ristrutturata. Dal 1986 è unita alla parrocchia di San Venanzio di Marcetelli.

### Architetture civili
Palazzo baronale di RigattiIl palazzo più grande e di maggior pregio del borgo venne adeguato a residenza signorile nel corso del Rinascimento. Il castello medievale originario, risalente presumibilmente al XII secolo, ha rappresentato un punto di riferimento militare e amministrativo dei territori posti al confine dei Regni di Sicilia e Napoli con lo Stato Pontificio. Fu la sede del marchesato seicentesco di Rigatti, i cui marchesi furono Matteo I marchese, Giovanni Battista II marchese e Matteo I marchese di Castelromano e III marchese di Castel Rigattini. Il castello-palazzo baronale appartenne a diverse famiglie nobili come i Mareri, i Cesarini, i Sacchetti, i Vitelleschi e i Caprioli. La struttura si caratterizza per la forma trapezoidale e la torre mastio centrale.
- Casa Caprioli, ospita un dipinto raffigurante lo stemma dei Mareri[10].

### Aree naturali
- Monti del Cicolano
- Monti Carseolani
- Riserva naturale Monte Navegna e Monte Cervia
- Lago del Salto
- Sentiero "Le strade dei parchi", tratto Vicovaro-Varco Sabino[11].

## Società

### Tradizione e folclore
Annualmente, il 25 maggio, si festeggia il patrono del paese sant'Urbano.

## Infrastrutture e trasporti

### Strade
La strada provinciale 29 collega il territorio ad altre strade provinciali connesse alla strada statale 578 Salto Cicolana, via di collegamento interregionale tra Rieti ed Avezzano. Il casello autostradale più vicino è quello denominato "Valle del Salto" situato lungo l'autostrada A24 Roma-L'Aquila-Teramo, a circa tre chilometri dallo svincolo direzionale di Torano per l'autostrada A25 Roma-Pescara.